# گرمنچیک
گرمنچیک (به لاتین: Germenchik) یک منطقهٔ مسکونی در روسیه است که در شهرستان بابایورتوفسکی واقع شده‌است.